# 俺、つしま
『俺、つしま』（おれ、つしま）は、おぷうのきょうだいによる漫画作品。2017年7月よりTwitterで連載が開始され、その後小学館よりコミックスが発売された。2024年の4月時点で累計部数は50万部を突破している。

## あらすじ
とある日、実際は女性だが、猫たちからは男性と思われている、猫が好きなおじいちゃんは、道で喋ると思われる猫に出会った。その猫の名前は「つしま」、ふてぶてしい、元野良猫。その後、おじいちゃん家が飼っている先住猫のズン姐さん、甘えん坊かつビビリのちゃー、そして一匹狼と思われる地回り猫のオサム、それらの猫たちと毎日過ごすことになる。そんな猫愛の溢れる、つしまとおじいちゃんたちの日常のストーリーが始まる。

## 登場キャラクター
声の項は特記が無い限りテレビアニメ版の声優。
つしま
声 - 大塚明夫 / 玄田哲章（コミックスCM）
本作の主人公のキジトラ猫。外でゴミを漁っていたところをおじいちゃんによって発見され、後に保護された。
おじいちゃん
声 - 田中真弓
つしまを保護した人物。性別は女性だが、猫たちからは男性と思われている。
ズン姐さん
声 - 小山茉美
先住猫の中では最年長で子猫時代から、おじいちゃんの家に住んでいる。
ちゃー
声 - 岡本信彦
先住猫の一匹で人見知りが激しく、いつも警戒心が強い。
淡いオレンジの毛並みと白タビが特徴。
オサム
声 - 松山鷹志
小心者で気弱。鮮やかなオレンジ色の毛並みが特徴。

## 書誌情報
- おぷうのきょうだい『俺、つしま』小学館、既刊4巻（2024年4月24日現在）
  1. 2018年4月24日発売[5]、ISBN 978-4-09-388617-8
  2. 2019年5月27日発売[7]、ISBN 978-4-09-388668-0
  3. 2020年10月22日発売[8]、ISBN 978-4-09-388791-5
  4. 2024年4月24日発売[9]、ISBN 978-4-09-389156-1

## テレビアニメ
2021年7月より9月まで、毎日放送・TBS系列『スーパーアニメイズム』枠"おしり"ほかにて放送された。
YouTubeのAsmik Aceチャンネルでは、原作ストーリーを映像化したWebアニメも配信された。

### スタッフ
共通スタッフ
- 原作 - おぷうのきょうだい
- 音響制作 - ビットグルーヴプロモーション
- 製作 - 俺、つしま製作委員会

テレビアニメ
- 監督・脚本・絵コンテ - 青木純
- キャラクターデザイン・作画監督 - 隋縁
- 猫作画監督 - 松田啓子
- 美術 - 黄思敏
- 色彩設計 - 吉兆祺
- 音楽 - 山田淳平
- 音響効果 - 滝野ますみ
- プロデューサー - 西啓、佐藤龍伸、楊國祥、佐々木礼子、望月泰江
- アニメーション制作 - ファンワークス、スペースネコカンパニー

Webアニメ
- 監督 - よしとも
- 音楽 - 宝野聡史
- 制作協力 - マグマスタジオ
- アニメーション制作 - AQUA ARIS

### 各話リスト
| 話数   | タイトル                 | 配信日        |
| ------ | ------------------------ | ------------- |
| 第1話  | や、どうも。             | 2021年 7月5日 |
| 第2話  | 俺、つしま。             | 7月7日        |
| 第3話  | 私、おじいちゃん。       | 7月12日       |
| 第4話  | 南の島のつーさん。       | 7月14日       |
| 第5話  | いつもの朝。             | 7月19日       |
| 第6話  | シバイ。                 | 7月21日       |
| 第7話  | 背中。                   | 7月26日       |
| 第8話  | さんま。                 | 7月28日       |
| 第9話  | ちゃー。                 | 8月2日        |
| 第10話 | ビビり。                 | 8月4日        |
| 第11話 | オサム。                 | 8月9日        |
| 第12話 | シッター。               | 8月11日       |
| 第13話 | ズン姐さん。             | 8月16日       |
| 第14話 | はじめてのくいん。       | 8月18日       |
| 第15話 | 暗闇。                   | 8月23日       |
| 第16話 | 手。                     | 8月25日       |
| 第17話 | それ、いい。             | 8月30日       |
| 第18話 | 夜食。                   | 9月1日        |
| 第19話 | なにかに似てる。         | 9月6日        |
| 第20話 | いかく。                 | 9月8日        |
| 第21話 | リモコン。               | 9月13日       |
| 第22話 | セミたん。               | 9月15日       |
| 第23話 | お店やさんごっこ。①      | 9月20日       |
| 第24話 | お店やさんごっこ。②      | 9月22日       |
| 第25話 | あかない。               | 9月24日       |
| 第26話 | おじいちゃんといも。     | 9月27日       |
| 第27話 | おじいちゃんとナス。     | 9月29日       |
| 第28話 | セミ。①                  | 10月1日       |
| 第29話 | セミ。②                  | 10月4日       |
| 第30話 | セミ。③                  | 10月6日       |
| 第31話 | せんたくもの。           | 10月8日       |
| 第32話 | 俺のにっか。①            | 10月11日      |
| 第33話 | 俺のにっか。②            | 10月13日      |
| 第34話 | おじいちゃんの夢。       | 10月15日      |
| 第35話 | ゴキブリ。               | 10月18日      |
| 第36話 | ようじゅつつかい。       | 10月20日      |
| 第37話 | スフィンクス。           | 10月22日      |
| 第38話 | ひとりでできた。         | 10月25日      |
| 第39話 | オキテ。                 | 10月27日      |
| 第40話 | ふとん猫。①              | 10月29日      |
| 第41話 | ふとん猫。②              | 11月1日       |
| 第42話 | 焼きそば?                | 11月3日       |
| 第43話 | ちゃーからの物体X。      | 11月5日       |
| 第44話 | ちゃーの名前。           | 11月8日       |
| 第45話 | ちゃーとオサム。①        | 11月10日      |
| 第46話 | ちゃーとオサム。②        | 11月12日      |
| 第47話 | ごかい。                 | 11月15日      |
| 第48話 | シッターとは。           | 11月17日      |
| 第49話 | 女ってやつは…。          | 11月19日      |
| 第50話 | 抱っこチャレンジ。       | 11月22日      |
| 第51話 | 成長。                   | 11月24日      |
| 第52話 | 耳かき。                 | 11月26日      |
| 第53話 | きせき。                 | 11月29日      |
| 第54話 | ぬくもりお届け。         | 12月1日       |
| 第55話 | つーさんの木のぼり。     | 12月3日       |
| 第56話 | つーさんは虫はかせ。     | 12月6日       |
| 第57話 | だっすい。               | 12月8日       |
| 第58話 | お客さん。               | 12月10日      |
| 第59話 | しあい。                 | 12月13日      |
| 第60話 | ブラシ。                 | 12月15日      |
| 第61話 | オサムはじめての…。      | 12月17日      |
| 第62話 | 森であそぼう。           | 12月20日      |
| 第63話 | 動いたら負け。           | 12月22日      |
| 第64話 | カミナリ。               | 12月24日      |
| 第65話 | フキフキ。①              | 12月27日      |
| 第66話 | フキフキ。②              | 12月29日      |
| 第67話 | 通りすぎない。           | 12月31日      |
| 第68話 | お正月。                 | 2022年 1月3日 |
| 第69話 | オナガの森。             | 1月5日        |
| 第70話 | なわばり。               | 1月7日        |
| 第71話 | オサムと俺。             | 1月10日       |
| 第72話 | 手打ち。                 | 1月12日       |
| 第73話 | マイ水のみば。           | 1月14日       |
| 第74話 | 猫はなぜ香箱を作るのか。 | 1月17日       |
| 第75話 | あまえたくなった。       | 1月19日       |
| 第76話 | もんでいいよ。           | 1月21日       |
| 第77話 | 冬毛の季節。             | 1月24日       |
| 第78話 | のる。                   | 1月26日       |
| 第79話 | だって俺。               | 1月28日       |
| 第80話 | イカク。                 | 1月31日       |
| 第81話 | 起こす。                 | 2月2日        |
| 第82話 | ちゃーは俺がまもる。     | 2月4日        |
| 第83話 | だめ。                   | 2月7日        |
| 第84話 | いっぷく。               | 2月9日        |
| 第85話 | 毛づくろい。             | 2月11日       |
| 第86話 | ベランダそうじ。①        | 2月14日       |
| 第87話 | ベランダそうじ。②        | 2月16日       |
| 第88話 | プレゼント。             | 2月18日       |
| 第89話 | 体操しようよ。           | 2月21日       |
| 第90話 | ぎっくり腰。             | 2月23日       |
| 第91話 | 冬はおうちで。           | 2月25日       |
| 第92話 | あったかくなると。       | 2月28日       |
| 第93話 | またね。                 | 3月2日        |

### 放送局
| 放送期間               | 放送時間                | 放送局                                           | 対象地域 | 備考                                          |
| ---------------------- | ----------------------- | ------------------------------------------------ | -------- | --------------------------------------------- |
| 2021年7月3日 - 9月18日 | 土曜 1:50頃（金曜深夜） | 毎日放送（製作参加）をはじめとする TBS系列全28局 | 日本国内 | 字幕放送 / 『スーパーアニメイズム』枠"おしり" |
| 2021年7月4日 - 9月19日 | 日曜 8:28 - 8:30        | J:テレ                                           | 日本国内 | 『アニおびキッズ』枠                          |
| 2021年7月8日 - 9月23日 | 木曜 22:05 - 22:10      | AT-X                                             | 日本全域 | CS放送 / リピート放送あり                     |

インターネットでは、2021年7月3日（2日深夜）より金曜2時にYouTubeのAsmik Aceチャンネルにて配信。Webアニメ版は7月5日より月・水曜12時に、9月24日より2022年3月2日まで月・水・金曜12時に配信。
| 毎日放送・TBS系列 スーパーアニメイズム"おしり" | 毎日放送・TBS系列 スーパーアニメイズム"おしり" | 毎日放送・TBS系列 スーパーアニメイズム"おしり" |
| 前番組                                         | 番組名                                         | 次番組                                         |
| ---------------------------------------------- | ---------------------------------------------- | ---------------------------------------------- |
| 結城友奈は勇者である ちゅるっと！              | 俺、つしま                                     | でーじミーツガール                             |